# Bò Gloucester
Bò Gloucester là một giống bò sữa và bò có nguồn gốc từ vùng Gloucestershire và các vùng lân cận ở miền Tây nước Anh.

## Lịch sử
Các giống bò có hình dáng tương tự bò Gloucester tồn tại rất nhiều ở vùng đồi Cotswold và Thung lũng Severn của Anh vào đầu thế kỷ XIII. Chung được đánh giá cao về chất lượng sữa mà chúng sản sinh (được sử dụng cho pho mát Gloucester), và cung cấp bò mạnh mẽ và ngoan ngoãn và cuối cùng nhằm mục đích sản sinh thịt.
Đến năm 1972 chỉ còn một đàn đáng kể và giống bò này lâm vào tình trạng có nguy cơ bị tuyệt chủng. Hiệp hội Bò Gloucester đã được hồi sinh vào năm 1973 và giống chó này đã chuyển từ gần như tuyệt chủng để được đánh giá bởi sự sống còn của giống hiếm khi được "nguy cơ", vì vẫn còn ít hơn 750 con bò giống này đã được đăng ký.
Sữa của bò Gloucester rất phù hợp với việc chế biến phô mai, có hàm lượng protein và bơ cao, đặc biệt là các viên nhỏ. Phô mai đơn Gloucester và Stinking Bishop được sản xuất độc quyền từ sữa bò Gloucester. Giờ đây, phô mai Gloucester đôi có thể được làm từ sữa của bất kỳ giống bò nào, mặc dù nó được làm từ sữa của bò Gloucester.
Bò Glamorgan, có phạm vị sinh sống là vùng phụ cận xứ Wales, là một giống bò hiếm có cùng loại với màu sắc tương tự bò Gloucester.